# エミリアーノ・ヴィヴィアーノ
エミリアーノ・ヴィヴィアーノ（Emiliano Viviano, 1985年12月1日 - ）は、イタリア・フィレンツェ出身の元サッカー選手。現役時代のポジションはゴールキーパー。

## 経歴
地元であるACフィオレンティーナの下部組織出身。2002年、クラブが破産する1ヶ月前にブレシア・カルチョの下部組織に移籍する。
ブレシアではルカ・カステラッツィとマッテオ・セレーニの前に出番に恵まれなかったが、2004-05シーズンにレンタル先であった当時セリエBのACチェゼーナでプロデビュー。その後ブレシアに戻り、4シーズンに亘って守護神を務めた。
2009年1月2日、インテルナツィオナーレ・ミラノが350万ユーロで共同保有権を獲得したが、そのままブレシアでプレーを続けた。7月13日にインテルとボローニャFCの共同保有となり、2009-10シーズンよりボローニャでプレーすることになった。自身の古巣であるチェゼーナに移籍したフランチェスコ・アントニオーリに代わってポジションを掴むと、セリエA初年度にして34試合に出場。シーズン終了後にはボローニャとの共同保有が1年延長された。翌2010-11シーズンもレギュラーとして33試合に出場し、ボローニャのセリエA残留に貢献した。
同シーズン終了後にASローマへの移籍に合意し、ボローニャがインテルから保有権を買い取った後に移籍する予定となった。しかしボローニャが入札の書類手続でミスをしたため、結果的にインテルへの完全移籍が成立した。7月23日、練習中に左膝前十字靭帯損傷の大怪我を負い、手術を受けた。離脱中の8月31日、インテルとジェノアCFCとの共同保有となったことが発表された。
2012年1月13日、インテルがジェノアから共同保有権を買い取った後、新たにUSチッタ・ディ・パレルモに共同保有権が譲渡された。2011-12シーズンの後半はパレルモでアレクサンドロス・ツォルヴァスからポジションを奪取して20試合に出場した。
シーズン終了後にパレルモが保有権を買い取り、8月1日にフィオレンティーナにレンタル移籍。ユース時代以来の復帰となった。移籍後は退団したアルトゥール・ボルツに代わって正GKに定着した。
2013年9月2日、アーセナルFCへのレンタル移籍が発表された。
2014年8月12日、UCサンプドリアへの完全移籍が決定した。
2018年6月22日、プリメイラ・リーガのスポルティングCPと1年間の延長オプション付きで2年契約を締結した。
2019年1月7日、SPALにシーズン終了までのレンタル移籍が発表された。
2020年8月26日、ファティ・カラギュムリュクSKに移籍した。
2023年8月8日、アスコリ・カルチョ1898 FCに移籍した。

## 代表歴
2005年にオランダで開催されたFIFA U-20ワールドカップでは正GKを務めた。2007年のUEFA U-21欧州選手権ではジャンルカ・クルチの控えだったが、大会中はクルチの負傷により代わりにゴールマウスを守った。2008年の北京オリンピックにも出場した。
2010年8月7日、新たに監督に就任したチェーザレ・プランデッリによりイタリアA代表に招集され、9月7日のフェロー諸島戦で初キャップを記録。

## 人物
- フィレンツェ出身であり、地元クラブとして下部組織時代を過ごしたフィオレンティーナには度々愛情を示すメッセージを送っている。2002年にクラブが破産したことでオーナーが変わるが、降格処分を受けたため最初は若手を起用する余裕はないだろうと思い移籍する。

- その後いくつかのクラブを転々とするが移籍シーズンにはフィオレンティーナに移籍したい旨を発言していた。2012年にローンによってフィオレンティーナに10年ぶりに復帰した際には「お金ではなく自分のキャリアを考え移籍した」と語った[1]。

## タイトル
アーセナル
- FAカップ ： 2013-14